# Вільям Стотт
Вільям Стотт (англ. William Stott, 20 листопада 1857, Олдем, Велика Британія — 25 лютого 1900, Белфаст, Велика Британія) — британський художник Вікторіанської епохи, учень Жана-Леона Жерома. Іменував себе у підписах на картинах як Вільям Стотт з Олдема.

## Біографія

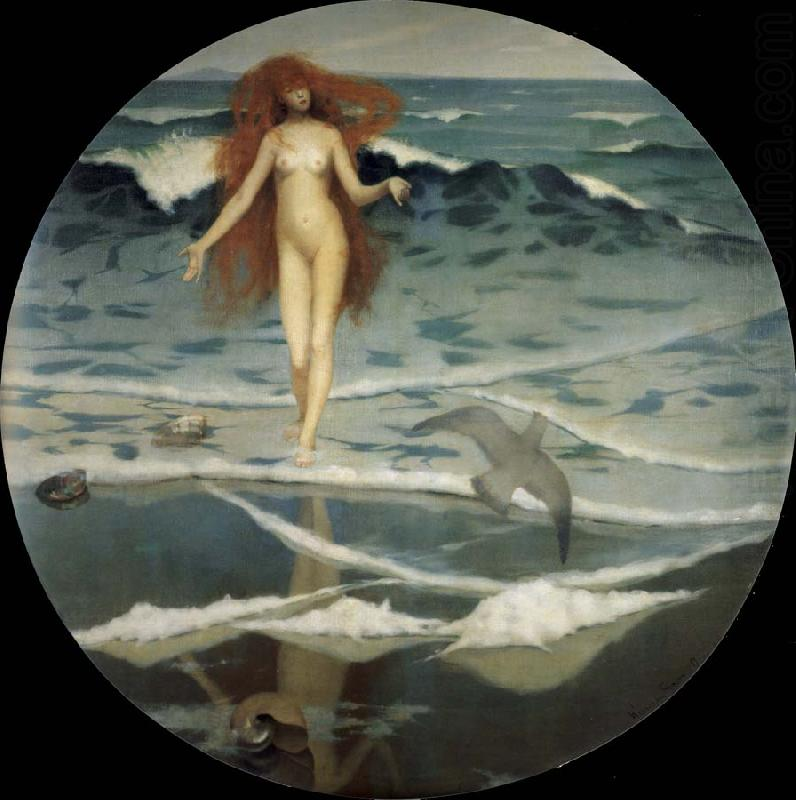
Вільям Стотт. Венера, яка виходить з піни морської (Народження Венери), 1887

Стотт народився в Олдемі у 1857 році. Був сином власника млина. Він навчався в Олдемській і Манчестерській школах мистецтв, а у 1878 році переїхав до Парижа, щоб навчатися у Жана-Леона Жерома, з осені 1879 року став студентом Національної вищої школи витончених мистецтв. Майже відразу після переїзду до Франції він почав вивчати передмістя Парижа, відвідав Фонтенбло, а також колонію художників, незадовго до цього створену у селі Грез-сюр-Луен. Він став впливовим членом цієї колонії, яка об'єднувала англійських, ірландських, шотландських й американських художників. Стотт між 1880 і 1882 роками встановив дружні стосунки з ірландським художником Френком О'Мірой, його подругами Бель Боус (англ. Belle Bowes) і Бертою Ньюкомб (англ. Bertha Newcombe), впливовими американськими художниками — братами Томасом Александром і Лоуеллом Бірджем Гаррісоном, французьким художником-символістом англо-австрійського походження Луїсом Велденом Гоукінсом, і їхнім знайомим, шотландським художником Артуром Мелвіллом. Картини перших років роботи Стотта у Франції були представлені на Паризькому салоні 1881 року. Це були два полотна, «В'язальниця» (фр. «La Tricoteuse») і «Полуденний сон» (фр. «Une Rêve de Midi»), які визначили основні особливості його подальшої творчості. У 1882 році Стотт був удостоєний нагороди Паризького салону за картину «Місце для купання» (англ. «The Bathing Place»), яка знаходиться у Новій пінакотеці в Мюнхені.
Після повернення в Англію Стотт став послідовником і близьким другом художника-тоналіста Джеймса Вістлера, однак його символічний портрет коханої Вістлера, яка була зображена на картині оголеною, «Венера, яка виходить з морської піни», викликав розрив між ними. У 1889 році відбулася перша персональна виставка Вільяма Стотта у приватній галереї Поля Дюран-Рюеля у Парижі. В останні роки свого життя він регулярно виставляв свої полотна у Королівській академії мистецтв, в основному, експонуючи твори, які мали надмірну декоративність, зображували сцени з античної міфології. Він раптово помер 25 лютого 1900 у віці сорока двох років під час морської подорожі на поромі з Лондона до Белфаста.

## Особливості творчості

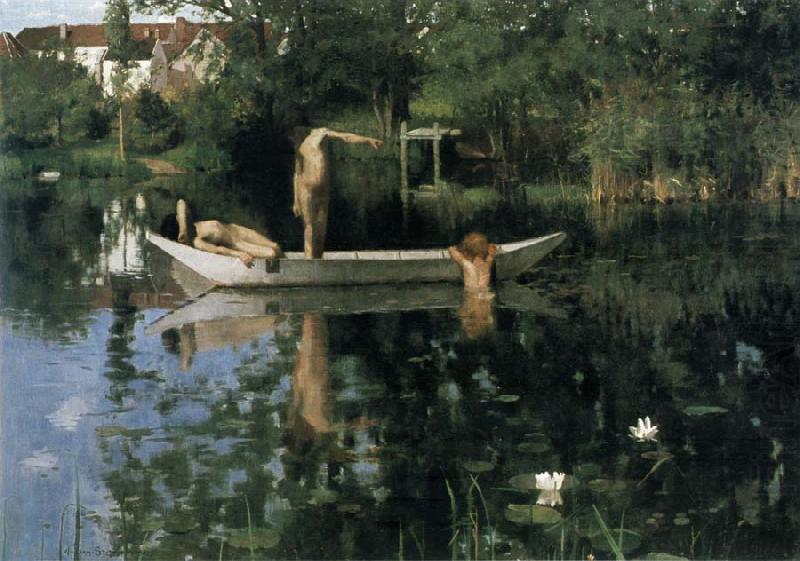
Вільям Стотт. Місце для купання, 1881

Художник еволюціонував від класицизму у дусі полотен Жана-Леона Жерома до повітряного пленерного натуралізму Жюля Бастьєна-Лепажа й емоційності Жана-Франсуа Мілле. Протягом більшої частини своєї кар'єри Стотт створював пейзажі, але з 1886 року у його творчості стали з'являтися і картини на міфологічні та алегоричні теми, як-от «Німфа» (1886) та «Народження Венери» (1887), ними художник намагався здобути визнання офіційної критики й особливо привернути до себе увагу Королівської академії. Його картина «Діана та Ендіміон» (1888) отримала широке визнання та була виставлена у Паризькому салоні у 1890 році. Богиня Місяця Діана виступає з місячного світла, щоб поцілувати сплячого пастуха Ендіміона, якому боги дарували вічний сон, щоб зберегти його красу та молодість. Припускають, що Стотт перебував під впливом романтичної поеми Джона Кітса «Ендіміон» і визнав це у своєму виступі у «Manchester Arts Club», коли він сказав: «читання Кітса було однією з найбільших моїх радостей у житті…». Близьке до цієї картини полотно «Діана, Сутінки та Ранкова зоря» (англ. «Diana, Twilight and Dawn») було написано взимку 1889 року та виставлено у галереї Гросвенор у Лондоні навесні 1890 року. У своїй статті про Стотта, від жовтня 1894 року, мистецтвознавець Стівенсон наводить ілюстрацію, яка зафіксувала «Diana, Twilight and Dawn», він описує картину в захоплених тонах. Картина була представлена на кількох меморіальних виставках після смерті Стотта, а у листопаді 1913 році його син продав її на аукціоні Крістіс, яку придбав Чарльз Джексон, арт-дилер із Манчестера. Довгий час вважалося, що полотно було втрачено, але нещодавно його виявили у США.
Художник зображував на своїх пейзажах переважно сільські види: річку, ліс, ставок, пагорби, пляжі… він був здатний за реальністю розгледіти поезію, а за звичним предметом символ, мистецтвознавці співвідносять його творчість з картинами Джеймса Кемпбелла Ноубла, Джона Робертсона Ріда і Роберта Макбета, школой Глазго, знаходять в його творчості відгомони манери Антуана Ватто. Художник використовував різні техніки: масло, акварель і пастель. Одна з найбільш відомих його картин «польова квітка» була створена в 1881 році та перебуває в музеї Олдема (англ. «Wild Flower», розмір — 80 x 46 сантиметрів, холст, масло, accession number 8.20). Вона була даром галереї від Г. Гіндлі Сміта, зробленим у 1920 році. З 1882 року Стотт завжди підписував свої картини «Вільям Стотт з Олдема», щоб дистанціюватися від не менш відомого на той час художника Вільяма Едварда Стотта (англ. William Edward Stott, 1859—1918) і підкреслити своє походження з Олдема. Сучасник Стотта і сам відомий живописець Волтер Річард Сікерт описав його як «одного з двох найбільших художників світу». Вікторіанський мистецтвознавець Стівенсон високо цінував творчість Стотта, він відзначав у великій статті про художника в «The Studio arts magazine» у жовтні 1894 року:
«Вільям Стотт з Олдема проявив себе як художник, з швидкістю комети, яка мчить до сонця»— Stott painting to fetch record amount? Oldham Evening Chronicle
Тривалий час творчість художника не привертала до себе увагу фахівців, але у 2003 році в Олдемі було проведено його персональну виставку, а мистецтвознавець Роджер Браун (викладач Університету Редінга) видав книгу «William Stott of Oldham 1857—1900: „A Comet rushing“». Перед випуском книги він досліджував життя та творчість Вільяма Стотта протягом шести років. Довгий час рекордом продажу на аукціоні для роботи Стотта була грошова сума £18 000, сплачена на аукціоні Крістіз у 2005 році за картину під назвою «Idlers». Однак у 2011 році його картина «The Happy Valley» була виставлена на аукціон за 120 000 фунтів стерлінгів.

## Галерея: картини Вільяма Стотта

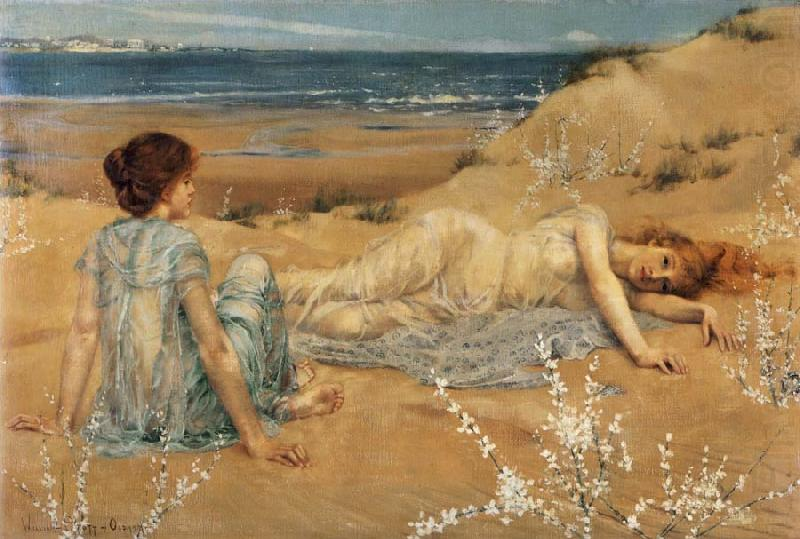
Вільям Стотт. Idlers, близько 1886
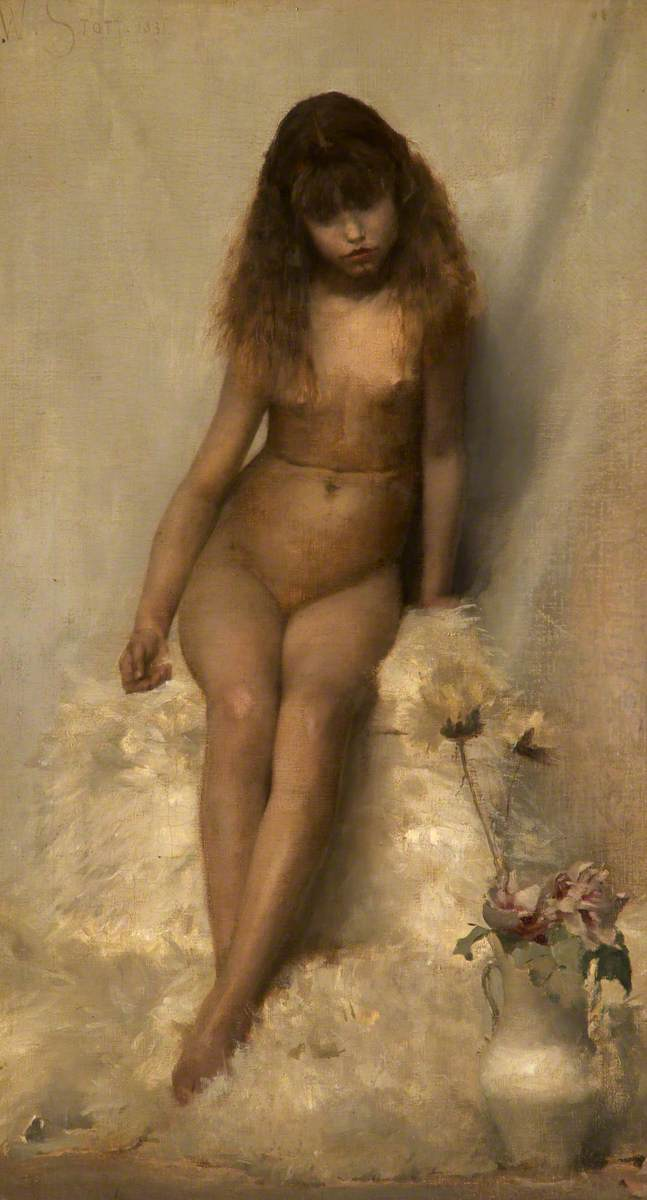
Вільям Стотт. Польова квітка, 1881
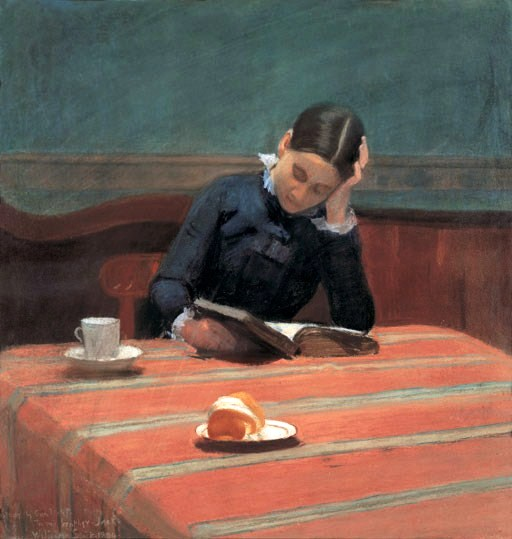
Вільям Стотт. Дівчина, що читає при газовому освітленні, 1884
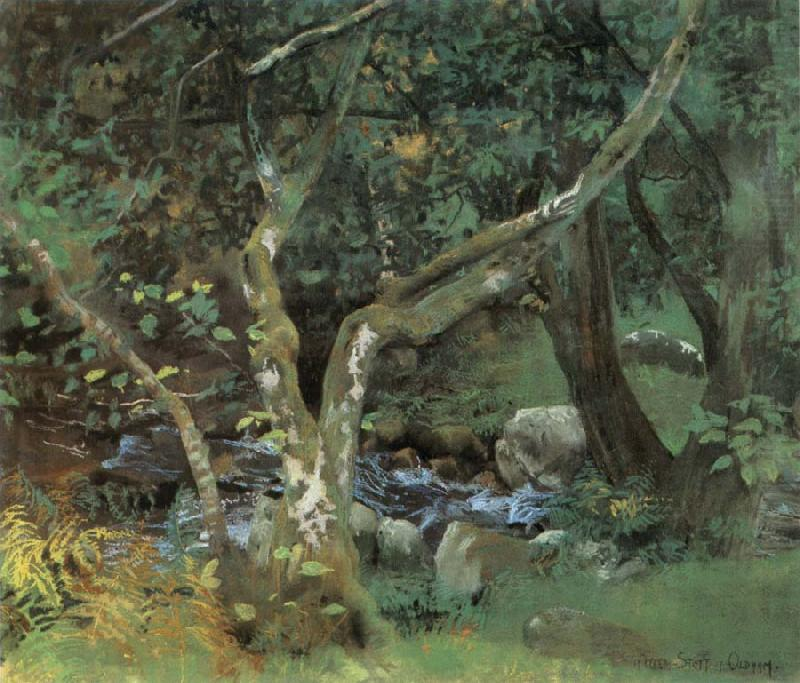
Вільям Стотт. Autumn Woodland, близько 1886
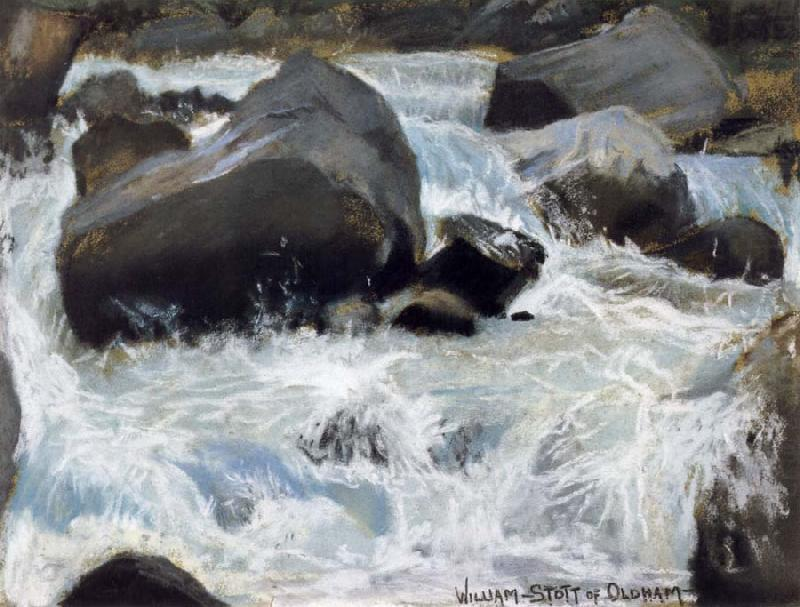
Вільям Стотт. White Torrent, 1888